# Camp d'entrainement du cap Midia
Le camp d'entrainement du cap Midia est un camp militaire roumain situé à Constanta.

## Histoire
Le camp est une partie de l'école de défense anti-aérienne « Brigadier Général Ion Bungescu ». Le camp a été ouvert en 1950. À partir de 2003 le camp accueil des manœuvres internationales, à partir du déploiement de la Mission Aigle, le camp est intégré au système de défense de l'O.T.A.N.

## Galerie d'images

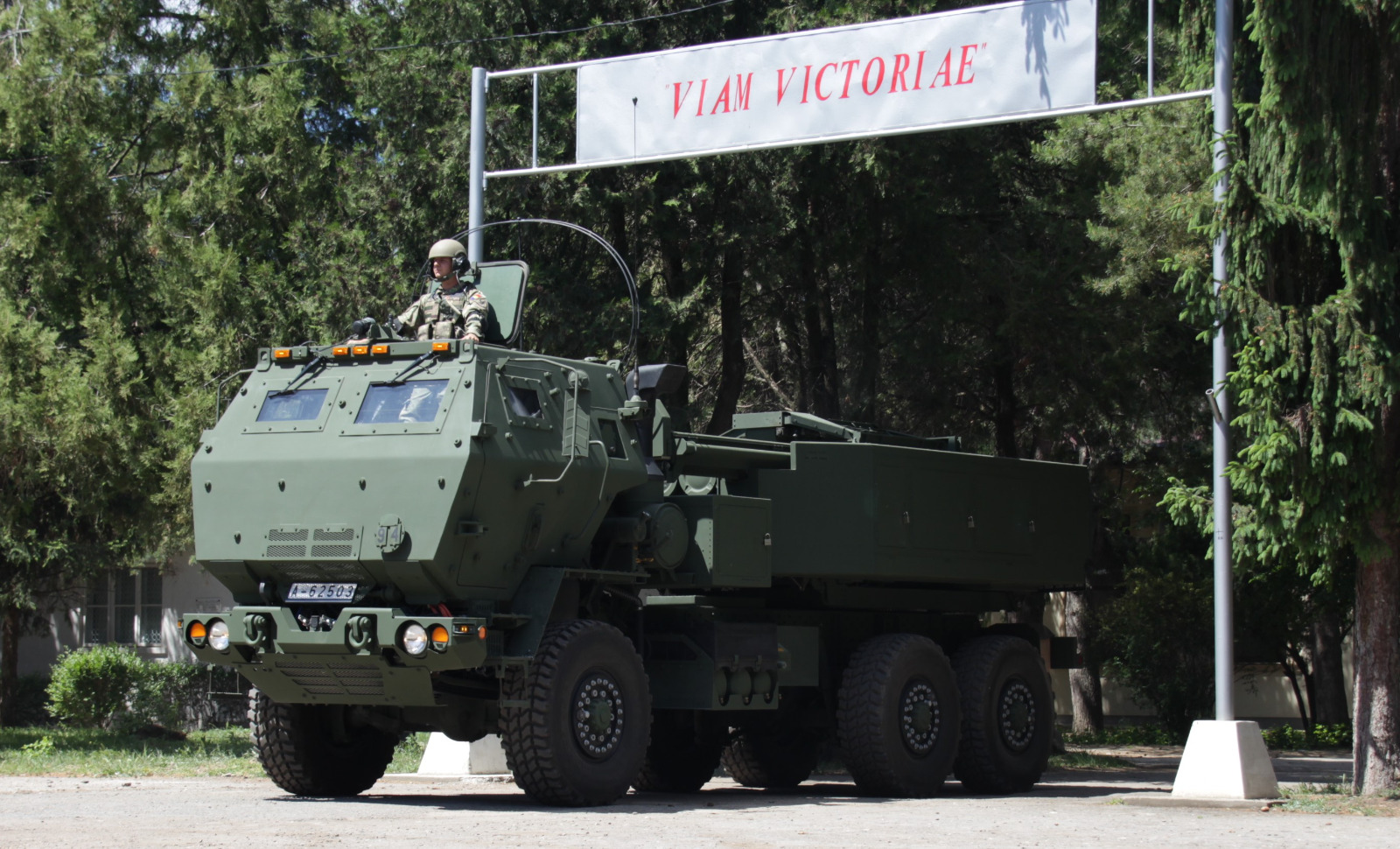
Entrée du camp.
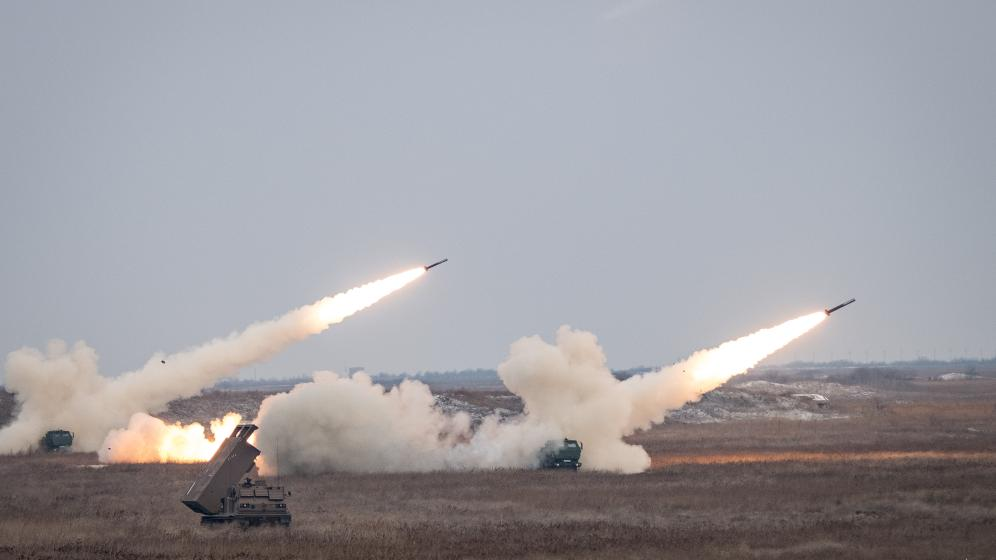
Exercices de tirs de HIMARS en février 2023, exercice Royal Eagle.
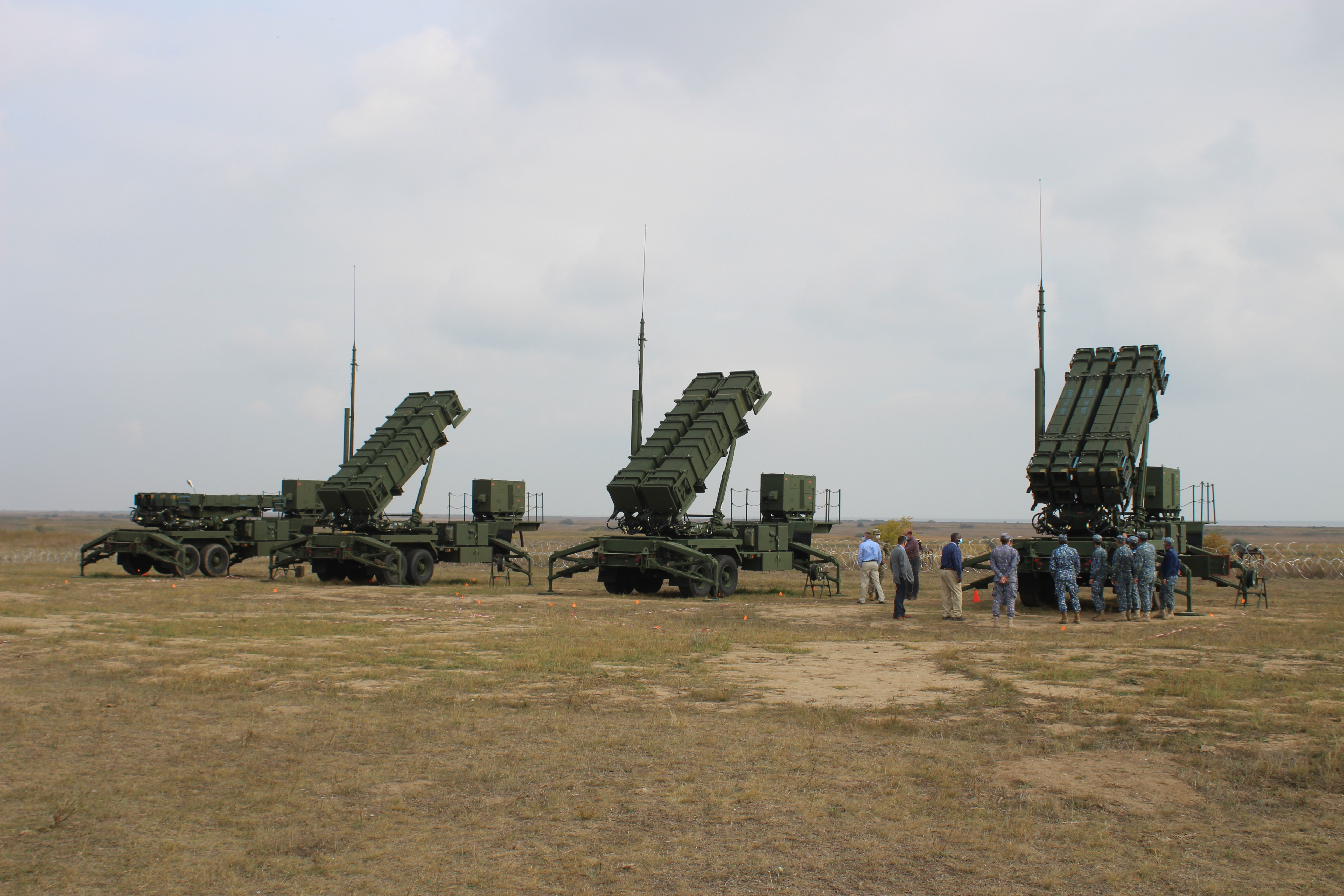
Octobre 2020 des Patriots roumains.
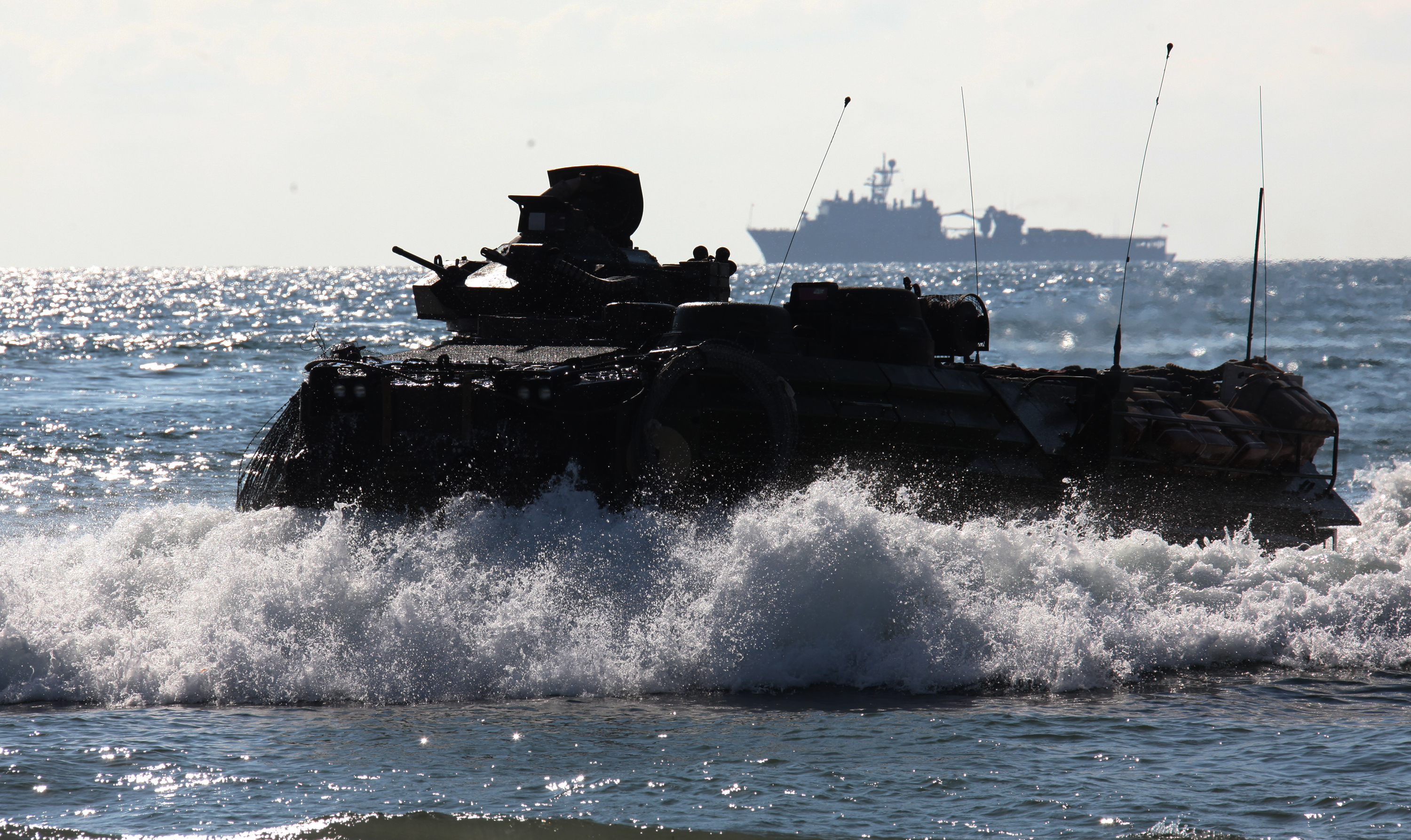
En 2011 manœuvres
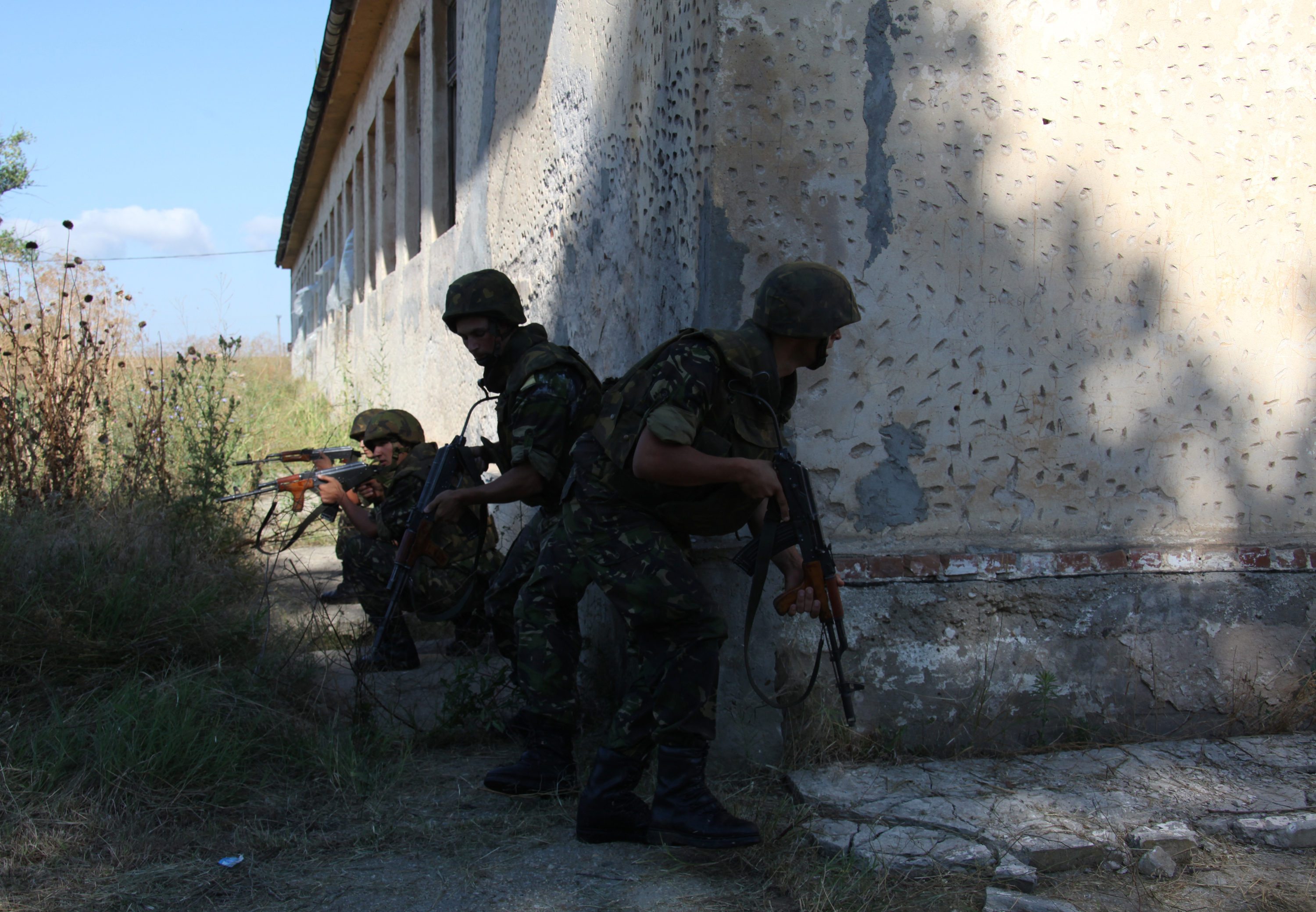
avec les Marines américains.
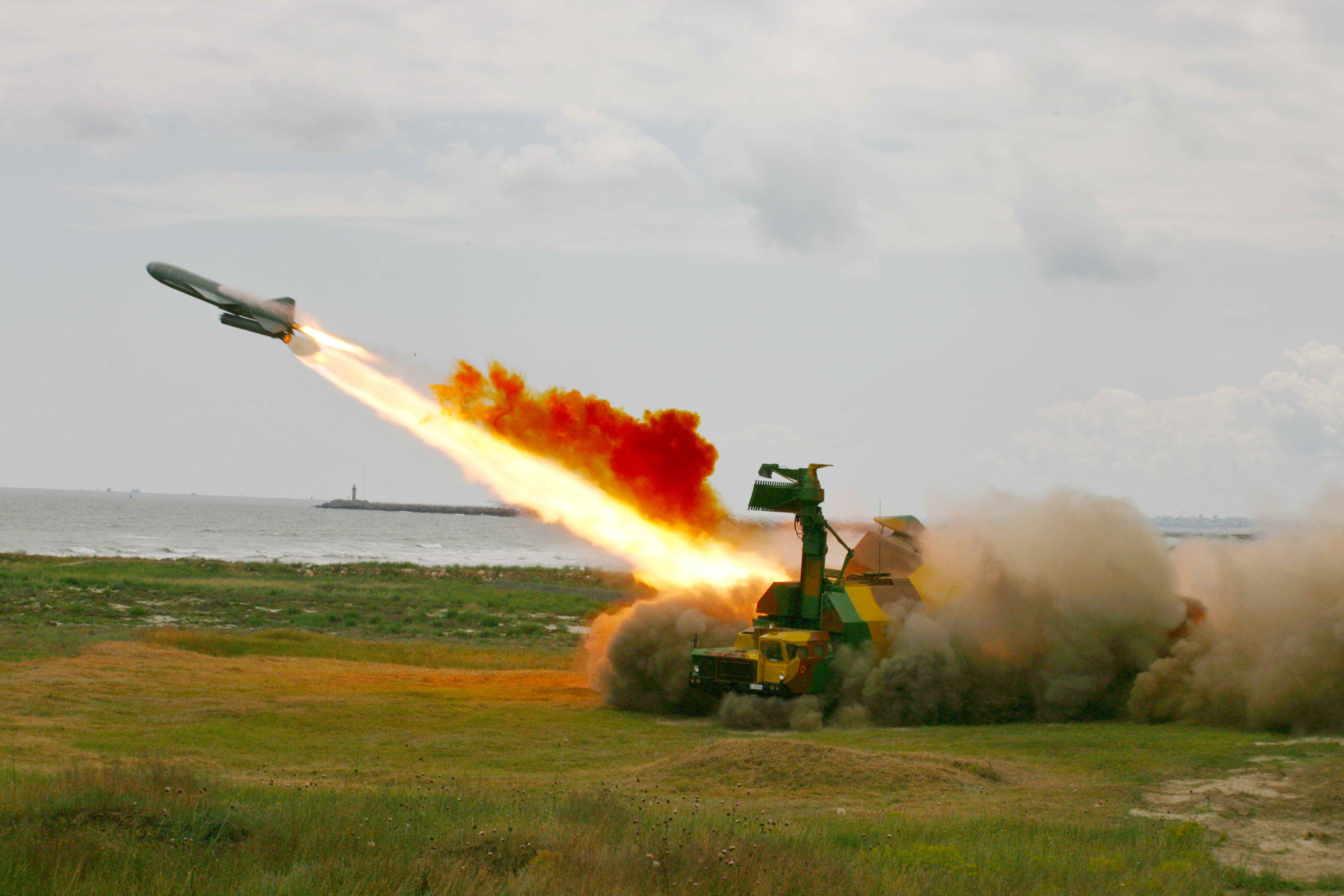
Un 4K51 Roubej en 2010.
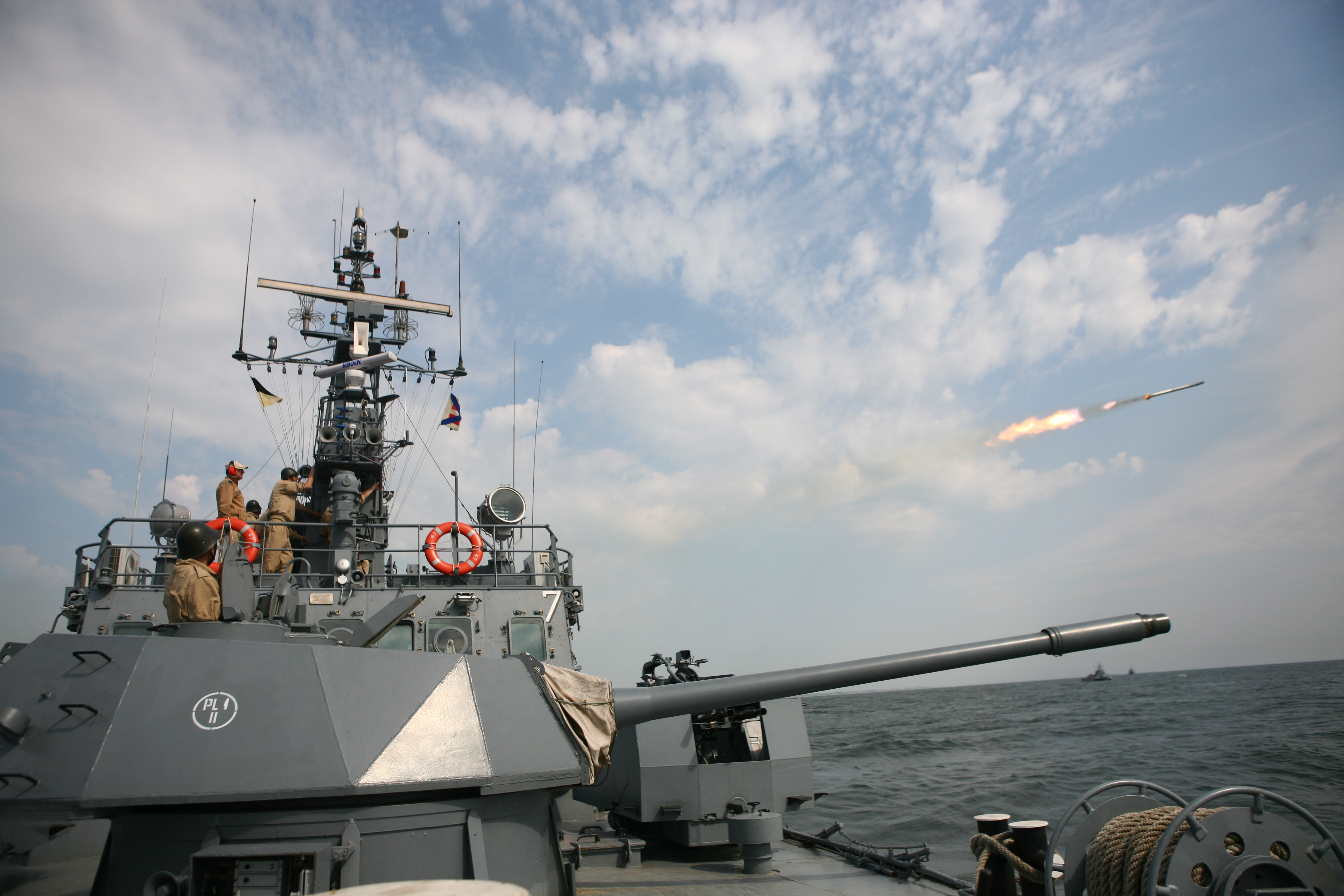
2009 une canonnière roumaine.